# Lampropidae
Famille
Les Lampropidae sont une famille de crustacés appartenant à la classe des malacostracés et à l'ordre des cumacés.

## Liste des genres
Archaeocuma - Bathylamprops - Chalarostylis - Dasylamprops - Hemilamprops - Lamprops (type) - Mesolamprops - Murilamprops - Paralamprops - Platysympus - Platytyphlops - Pseudodiastylis - Pseudolamprops - Stenotyphlops - Typolamprops - Watlingia